# Raión de Krymsk
El raión de Krymsk (del ruso: Кры́мский район) es uno de los treinta y siete raiones en los que se divide el krai de Krasnodar, en Rusia. Está situado en el área occidental del krai. Limita al sur con los ókrugs urbanos de Novorosíisk y Gelendzhik, al oeste con el ókrug urbano de Anapa, al norte con los raiones de Temriuk y Slaviansk, y al este con el raión de Abinsk. Su centro administrativo es Krymsk.
Está situado en el extremo oeste de las estribaciones del Cáucaso Occidental, que ocupan el sur y suroeste del raión, y el valle y delta del Kubán, en el norte y nordeste. Este río constituye su frontera septentrional.

## Historia
El raión fue establecido el 2 de junio de 1924 como parte del ókrug de Kubán del krai del Sudeste en el territorio del anterior otdel de Slaviansk del óblast de Kubán-Mar Negro. Inicialmente estaba compuesto por 28 selsoviets:  Blagodarnenski, Verjneadagumski, Verjnemeretukski, Volodarski, Gladkovski, Gorno-Vesioli, Grechenski, Druzhni, Kíyevski, Kotliarevski, Krasni, Krymski, Krymsko-Slobodski, Léninski, Lesnói, Melijovski, Moldavanski, Neberdzhayevski, Nizhnebakanski, Nizhnemeretukski, Novoukrainski, Pávlovski, Podgorni, Psebepski, Ruski, Sadovi, Chernomorski, Sobodnenski y Tiji. El 16 de noviembre de ese año pasó a formar parte del krai del Cáucaso Norte. 
El 10 de octubre de 1925 pasó a formar parte del ókrug del Mar Negro. El 27 de febrero de 1930 de parte de los raiones de Krýmskaya y Abinsk se crea el raión nacional griego, con centro en la stanitsa Krýmskaya. El 16 de febrero de 1932 se le agregaba al resto del raión de Krymsk el disuelto raión de Abinsk. El 10 de enero de 1934 el raión pasó a formar parte del krai de Azov-Mar Negro. El 31 de diciembre de ese año se restableció el raión de Abinsk y el 10 de agosto de 1935 el raión de Krýmskaya fue anulado y su territorio agregado al raión nacional griego. El 22 de febrero de 1938, se renombra el raión nacional como raión de Krýmskaya con centro en esa localidad. El 16 de abril de 1940 parte de su territorio constituyó el raión de Varenikovskaya con centro en la stanitsa Varenikovskaya, que sería disuelto el 22 de agosto de 1953. El 11 de febrero de 1963 se le agregaron los raiones de Abinsk y Séverskaya, que serían restablecidos el 12 de enero de 1965 y el 30 de diciembre de 1966, respectivamente. 
El 4 de septiembre de 1981 la ciudad de Krymsk era elevada a la categoría de ciudad de subordinación directa del krai por lo que era excluida del territorio del raión, aunque se mantenía como su centro. En 2005 se estableció la actual división administrativa, que incluye la ciudad de Krymsk y comprende 11 municipios, 1 urbano y 10 rurales.

## División administrativa
El raión está dividido en un municipio urbano y diez municipios de tipo rural, que engloban 91 localidades:
| Municipios de tipo urbano                                    | Poblaciones* |
| ------------------------------------------------------------ | --- |
| Municipio rural Krymskoye                                    | - ciudad Krymsk - jútor Verjneadagum |
| Municipios de tipo rural                                     | Poblaciones* |
| Municipio rural Adagumskoye                                  | - jútor Adagum - jútor Akermenka - seló Barantsovskoye - jútor Kubánskaya Kolonka - seló Novopokróvskoye - jútor Novomijáilovski - posiólok Neftepromyslovi - jútor Nepil - jútor Proletarski |
| Municipio rural Varenikovskoye                               | - stanitsa Varenikovskaya - jútor Shkolni - seló Fadéyevo - jútor Svet - posiólok Zhelezhnodorozhnogo razvezda Chekon |
| Municipio rural Keslerovskoye                                | - jútor Pávlovski - jútor Sadovi - selo Keslerovo - jútor Krásnaya Batareya - jútor Krasni Oktiabr - jútor Anapski - stanitsa Gladkovskaya - jútor Vesioli - posiólok Neftepromysel - jútor Novokalínovka |
| Municipio rural Kiyevskoye                                   | - seló Kíyevskoye - jútor Plavnenski - jútor Gvardéiskoye - jútor Sadovi - jútor Oljovski - jútor Urma - jútor Teteriatnik - jútor Kalinovka Pérvaya - jútor Kalínovka Vtóraya - jútor Borísovski - jútor Léninski - jútor Karla Marksa - jútor Udárnoye - jútor Nekrásovski - jútor Trudovói - jútor Novi - jútor Nikítinski - jútor Lvovski - seló Ekonomicheskoye  |
| Municipio rural Merchánskoye                                 | - seló Merchánskoye - jútor Vesioli - jútor Mova - jútor Yastrebovski - jútor Mayorovski |
| Municipio rural Moldavanskoye                                | - seló Moldavanskoye - posiólok Sauk-Dere - jútor Damanka - jútor Novokrymski - seló Rúskoye - jútor Krasni - jútor Dolgozhdanovski - jútor Podgorni - posiólok Vinogradni - jútor Svoboda - posiólok Pérvenets - jútor Mekerstuk - jútor Léninski - jútor Gornovesioli - jútor Ordzhonikidze - jútor Trudovói - jútor Projladni - jútor Miliutinski - jútor Bezvodni |
| Municipio rural Nizhnebakanskoye                             | - stanitsa Nizhnebakanskaya - jútor Gaponovski - stanitsa Neberdzháyevskaya - posiólok Zhemchuzhni |
| Municipio rural Novoukraínskoye                              | - jútor Novoukrainski - jútor Armianski - jútor Vérjnaya Stávropolka - jútor Nízhniaya Stávropolka - jútor Shibik - jútor Sementsovka - jútor Sheptalski |
| Municipio rural Troitskoye                                   | - stanitsa Troitskaya - jútor Mogukorovski - jútor Kuvichinski - jútor Západni |
| Municipio rural Yúzhnoye                                     | - posiólok Yuzhni - jútor Yevseyevski - jútor Chernomorski - jútor Krasni - jútor Novotroitski - jútor Plavni - jútor Vesioli |
| (*) Los centros administrativos están resaltados en negrita. | |

## Demografía
| Año  | Población |
| ---- | --------- |
| 1959 | 93 351    |
| 1970 | 110 600   |
| 1979 | 111 944   |
| 1989 | 62 859    |
| 2002 | 70 576    |
| 2009 | 130 567   |
| 2010 | 74 389    |

| Gráfica de evolución de Raión de Krymsk entre 1939 y 2020 |
|                                                           |

En la región conviven 67 nacionalidades: la rusa, que predomina, la ucraniana, la griega, la armenia, la bielorrusa, la moldava, la búlgara, la chuvasia o la georgiana.

## Lugares de interés
En el distrito se hallan volcanes de lodo y fuentes de aguas de interés terapéutico. Son de interés histórico los túmulos medievales y dolmenes en Gaponovski y la babushka vyshka («torre abuela»), la primera torre de extracción de petróleo de Rusia, erigida en 1864 por Ardalion Novosiltsev, en el valle del río Kudako. En Sauk-Dere son de destacar las bodegas y los vinos que allí se producen.

## Economía y transporte
El 35% de los habitantes de la región son población activa, y el 80% está trabajando (2011). El presupuesto para el raión de Krymsk es de 1 675 millones de rublos, un 104% del presupuesto de 2010. 
En Krymsk, la línea de ferrocarril procedente de Novorosíisk se bifurca en dos líneas, una hacia Slaviansk-na-Kubani, Timashovsk y Rostov y la otra hacia Krasnodar y Kropotkin. La red de carreteras del distrito es de 524 km. Las principales carreteras que atraviesan el mismo son Krasnodar-Novorosíisk, Krasnodar-Anapa, Krymsk-Port Kavkaz, Krymsk-Tamán, Krymsk-Temriuk y Krymsk-Rostov (por Timashovsk). El aeropuerto más cercano se halla en Viatiázevo.